# Vuelta al Táchira 2018
La 53.ª edición de la competición ciclista Vuelta al Táchira (nombre oficial Vuelta al Táchira en Bicicleta), fue una carrera de ciclismo en ruta por etapas que se celebró entre el 12 y el 21 de enero de 2018. El evento se disputó principalmente en el estado Táchira, pero, también pasó por los estados Bárinas y Mérida en Venezuela.
La prueba formó parte del UCI America Tour 2018 dentro de la categoría UCI 2.2 (última categoría de estos circuitos), siendo la primera competición del año en el calendario ciclista internacional americano.

## Equipos participantes
| Equipo continental profesional- Androni Giocattoli-Sidermec Equipo continental- GW Shimano Equipos regionales y de clubes (16)- Lotería del Táchira - Kino Táchira - JHS Grupo - Venezuela País de Futuro-Fina Arroz - Inversiones Alexander - César SPORT-Heladería la Rocha-Radiadores Auto Frío - Concafe Amo Táchira - JHS Aves - Gobierno de Yaracuy-Banco Bicentenario - SuBicicleta.com-Osorio Motos-País Futuro - Bicicletas Castilla-FedeIndustrias Fundey - Fundación Ángel Pulgar-Global Energy-Gran Chivo - Gobernación-Policía de Trujillo-MTB Jajo - JB Ropa Deportiva - Fundación Hernan Buenahora - FAH Aroma Gourmet |
| |

## Recorrido
La Vuelta al Táchira dispuso de diez etapas, sin días de descanso, para un recorrido total de 1445,2 kilómetros kilómetros.
| Etapa      | Fecha     | Recorrido                     | type                   | Distancia (km) | Ganador           | Líder            |
| ---------- | --------- | ----------------------------- | ---------------------- | -------------- | ----------------- | ---------------- |
| 1.ª etapa  | 12 de ene | Bramon – Santa Bárbara        | etapa llana            | 182,6          | Matteo Malucelli  | Matteo Malucelli |
| 2.ª etapa  | 13 de ene | Suripá – Borotá               | etapa de media montaña | 173            | Pedro Gutiérrez   | Pedro Gutiérrez  |
| 3.ª etapa  | 14 de ene | San Cristóbal – San Cristóbal | etapa llana            | 117,6          | Matteo Malucelli  | Pedro Gutiérrez  |
| 4.ª etapa  | 15 de ene | San Juan de Colón – San Simón | etapa de montaña       | 147,9          | Iván Ramiro Sosa  | Pedro Gutiérrez  |
| 5.ª etapa  | 16 de ene | La Fría – Tovar               | etapa de media montaña | 145,9          | Jorge Abreu       | Pedro Gutiérrez  |
| 6.ª etapa  | 17 de ene | Santa Cruz de Mora – La Grita | etapa de montaña       | 167,8          | José Márquez      | Pedro Gutiérrez  |
| 7.ª etapa  | 18 de ene | Umuquena – Michelena          | etapa escarpada        | 104,8          | Kevin Rivera      | Pedro Gutiérrez  |
| 8.ª etapa  | 19 de ene | Rubio – Rubio                 | etapa llana            | 124,8          | Cristian Talero   | Pedro Gutiérrez  |
| 9.ª etapa  | 20 de ene | Ureña – Cerro Cristo Rey      | etapa de montaña       | 123,2          | José Serpa        | Pedro Gutiérrez  |
| 10.ª etapa | 21 de ene | San Cristóbal – San Cristóbal | etapa llana            | 115,2          | Yonathan Monsalve | Pedro Gutiérrez  |

## Clasificaciones finales

### Clasificación general
| Posición | Ciclista         | Equipo                                           | Tiempo      |
| -------- | ---------------- | ------------------------------------------------ | ----------- |
|          | Pedro Gutiérrez  | Gobierno de Yaracuy-Banco Bicentenario           | 36h 40' 14" |
| 2        | Rónald González  | Inversiones Alexander-Avelina-Confitería El Loro | + 16"       |
| 3        | Rafael Medina    | Concafé Amo Táchira                              | + 1' 29"    |
| 4        | José Mendoza     | JHS Grupo                                        | + 1' 53"    |
| 5        | Ángel Rivas      | Bicicletas Castilla-FedeIndustrias Fundey        | + 2' 03"    |
| 6        | Carlos Torres    | JHS Grupo                                        | + 3' 51"    |
| 7        | Franklin Chacón  | Venezuela País de Futuro-Fina Arroz Iron Grup    | + 4' 15"    |
| 8        | Pedro Sequera    | Lotería del Táchira                              | + 5' 23"    |
| 9        | Freddy Vargas    | Lotería del Táchira                              | + 8' 37"    |
| 10       | Iván Ramiro Sosa | Androni Giocattoli-Sidermec                      | + 11' 30"   |

| Pos. | Ciclista         | Equipo                      | Pts. |
| ---- | ---------------- | --------------------------- | ---- |
|      | Cristian Talero  | GW Shimano                  | 91   |
| 2    | Félix Barón      | FAH Aroma Gourmet           | 91   |
| 3    | Kevin Rivera     | Androni Giocattoli-Sidermec | 88   |
| 4    | Iván Ramiro Sosa | Androni Giocattoli-Sidermec | 84   |
| 5    | Matteo Malucelli | Androni Giocattoli-Sidermec | 82   |

| Pos. | Ciclista     | Equipo                                        | Pts. |
| ---- | ------------ | --------------------------------------------- | ---- |
|      | José Serpa   | GW Shimano                                    | 28   |
| 2    | José Márquez | JHS Grupo                                     | 25   |
| 3    | Kevin Rivera | Androni Giocattoli Sidermec                   | 15   |
| 4    | Jorge Abreu  | Kino Táchira                                  | 12   |
| 5    | Ángel Rivas  | Bicicletas Castilla - Fedeindustrias - Fundey | 11   |

| Pos. | Ciclista         | Equipo                      | Pts. |
| ---- | ---------------- | --------------------------- | ---- |
|      | Cristian Talero  | GW Shimano                  | 58   |
| 2    | Félix Barón      | FAH Aroma Gourmet           | 34   |
| 3    | Matteo Malucelli | Androni Giocattoli-Sidermec | 24   |
| 4    | Wuilmen Bravo    | JHS Aves                    | 21   |
| 5    | José Serpa       | GW Shimano                  | 13   |

| Pos. | Ciclista         | Equipo                                             | Tiempo      |
| ---- | ---------------- | -------------------------------------------------- | ----------- |
|      | Franklin Chacón  | Venezuela País de Futuro - Fina Arroz - Iron Group | 36h 44' 29" |
| 2.º  | Iván Ramiro Sosa | Androni Giocattoli-Sidermec                        | + 7' 15"    |
| 3.º  | Kevin Rivera     | Androni Giocattoli-Sidermec                        | + 7' 31"    |
| 4.º  | Yurgen Ramírez   | Venezuela País de Futuro - Fina Arroz - Iron Group | + 14' 29"   |
| 5.º  | José Pinero      | Fundación Ángel Pulgar-Global Energy-Gran Chivo    | + 28' 20"   |

### Clasificación por equipos
| Posición | Equipo                                    | Tiempo       |
| -------- | ----------------------------------------- | ------------ |
|          | JHS Grupo                                 | 110h 06' 10" |
| 2        | Lotería del Táchira                       | + 10' 18"    |
| 3        | Concafe Amo Táchira                       | + 13' 12"    |
| 4        | Bicicletas Castilla-FedeIndustrias Fundey | + 36' 29"    |
| 5        | Gobierno de Yaracuy-Banco Bicentenario    | + 37' 15"    |

## Evolución de las clasificaciones
| Etapa                   | Vencedor                | Clasificación general | Clasificación por puntos | Clasificación de la montaña | Clasificación de los sprint | Clasificación de los jóvenes | Clasificación por equipos       |
| ----------------------- | ----------------------- | --------------------- | ------------------------ | --------------------------- | --------------------------- | ---------------------------- | ------------------------------- |
| 1.ª                     | Matteo Malucelli        | Matteo Malucelli      | Matteo Malucelli         | No se entregó               | Cristian Talero             | Orluis Aular                 | Gob. Yaracuy-Banco Bicentenario |
| 2.ª                     | Pedro Gutiérrez         | Pedro Gutiérrez       | Ángel Rivas              | Ángel Rivas                 | Félix Barón                 | Yeison Reyes                 | Concafe Amo Táchira             |
| 3.ª                     | Matteo Malucelli        | Pedro Gutiérrez       | Matteo Malucelli         | Ángel Rivas                 | Félix Barón                 | Yeison Reyes                 | Concafe Amo Táchira             |
| 4.ª                     | Iván Ramiro Sosa        | Pedro Gutiérrez       | Matteo Malucelli         | Ángel Rivas                 | Fernando Briceño            | Franklin Chacón              | Concafe Amo Táchira             |
| 5.ª                     | Jorge Abreu             | Pedro Gutiérrez       | Matteo Malucelli         | Ángel Rivas                 | Cristian Talero             | Franklin Chacón              | Concafe Amo Táchira             |
| 6.ª                     | José Márquez            | Pedro Gutiérrez       | Matteo Malucelli         | José Márquez                | Cristian Talero             | Franklin Chacón              | Lotería del Táchira             |
| 7.ª                     | Kevin Rivera            | Pedro Gutiérrez       | Matteo Malucelli         | Kevin Rivera                | Cristian Talero             | Franklin Chacón              | Lotería del Táchira             |
| 8.ª                     | Cristian Talero         | Pedro Gutiérrez       | Cristian Talero          | Kevin Rivera                | Cristian Talero             | Franklin Chacón              | JHS Grupo                       |
| 9.ª                     | José Serpa              | Pedro Gutiérrez       | Cristian Talero          | José Serpa                  | Cristian Talero             | Franklin Chacón              | JHS Grupo                       |
| 10.ª                    | Jonathan Monsalve       | Pedro Gutiérrez       | Cristian Talero          | José Serpa                  | Cristian Talero             | Franklin Chacón              | JHS Grupo                       |
| Clasificaciones finales | Clasificaciones finales | Pedro Gutiérrez       | Cristian Talero          | José Serpa                  | Cristian Talero             | Franklin Chacón              | JHS Grupo                       |

## UCI World Ranking
La Vuelta al Táchira otorga puntos para el UCI America Tour 2018 y el UCI World Ranking, este último para corredores de los equipos en las categorías UCI ProTeam, Profesional Continental y Equipos Continentales. Las siguientes tablas son el baremo de puntuación y los corredores que obtuvieron puntos:
| Posición              | 1.ª | 2.ª | 3.ª | 4.ª | 5.ª | 6.ª | 7.ª | 8.ª | 9.ª | 10.ª |
| Clasificación general | 40  | 30  | 25  | 20  | 15  | 10  | 5   | 3   | 3   | 3    |
| Por etapa             | 7   | 3   | 1   |     |     |     |     |     |     |      |
| Líder                 | 1   |     |     |     |     |     |     |     |     |      |

| Clasificación | Clasificación    | Clasificación                                    | Clasificación | Clasificación | Clasificación | Clasificación |
| Posición      | Ciclista         | Equipo                                           | General       | Etapa         | Líder         | Total         |
| ------------- | ---------------- | ------------------------------------------------ | ------------- | ------------- | ------------- | ------------- |
| 1.º           | Pedro Gutiérrez  | Gobierno de Yaracuy-Banco Bicentenario           | 40            | 7             | 9             | 56            |
| 2.º           | Rónald González  | Inversiones Alexander-Avelina-Confitería El Loro | 30            | 1             | 0             | 31            |
| 3.º           | Rafael Medina    | Concafé Amo Táchira                              | 25            | 0             | 0             | 25            |
| 4.º           | José Mendoza     | JHS Grupo                                        | 20            | 0             | 0             | 20            |
| 5.º           | Ángel Rivas      | Bicicletas Castilla-FedeIndustrias Fundey        | 15            | 3             | 0             | 18            |
| 6.º           | Carlos Torres    | JHS Grupo                                        | 10            | 0             | 0             | 10            |
| 7.º           | Franklin Chacón  | Venezuela País de Futuro-Fina Arroz Iron Grup    | 5             | 0             | 0             | 5             |
| 8.º           | Pedro Sequera    | Lotería del Táchira                              | 3             | 0             | 0             | 3             |
| 9.º           | Freddy Vargas    | Lotería del Táchira                              | 3             | 0             | 0             | 3             |
| 10.º          | Iván Ramiro Sosa | Androni Giocattoli-Sidermec                      | 3             | 11            | 0             | 14            |